# Bandi (escritor)
Bandi (반디, «luciérnaga» en coreano, fl. 1950-enero de 2018) es el seudónimo de un autor literario de Corea del Norte, conocido por escribir varias obras críticas con el régimen unipartidista comunista del país, que han llegado a publicarse en Occidente pese a la censura del gobierno norcoreano.

## Biografía y trayectoria literaria

### 1950-2018
Bandi nació en 1950 en China, país al que su familia coreana había emigrado para huir de la Guerra de Corea. Tras pasar los primeros años de su vida en China, el joven Bandi acompañó a su familia en su regreso a Corea del Norte. En la década de 1970 comenzó a abrirse camino como escritor en este país, gracias a la aparición de algunas de sus primeras obras en varias publicaciones norcoreanas.
Después de la muerte de Kim Il-sung en 1994, Corea del Norte sufrió una grave hambruna y una oleada de deserciones a Corea del Sur, en las que Bandi perdió a muchos de sus allegados y sus seres queridos. A raíz de estos acontecimientos, escribió sus primeras obras contra la dictadura norcoreana, lo que marcó el giro de su literatura hacia la disidencia política clandestina.
Con la fuga de una mujer de su familia a China, Bandi encontró la oportunidad de publicar sus obras disidentes en el extranjero. Pese a que no podía arriesgarse a desertar con los manuscritos de este, su pariente le prometió que encontraría la manera de sacarlos de Corea del Norte. Varios meses después de la huida de su familiar, Bandi recibió un mensaje de ella por medio de un desconocido, indicándole al escritor que le entregase sus manuscritos al portador del mensaje. Este mensajero anónimo hizo llegar los escritos de Bandi a Corea del Sur, donde fueron finalmente publicados.
Aunque llegó a considerar la posibilidad de desertar, Bandi decidió no hacerlo debido al riesgo de represalias del régimen norcoreano contra los familiares que habría tenido que dejar atrás. Por ello, el escritor vivía aún en Corea del Norte a fecha de 2017, donde continuaba su carrera literaria como colaborador en las publicaciones de la Alianza de Escritores Coreanos, de la que es miembro. Respecto a su verdadera identidad, todos los editores internacionales de su obra más conocida, La acusación (una colección de siete relatos publicada en 2014), coinciden en que detrás del seudónimo «Bandi» se oculta una persona real que reside en Corea del Norte, pero una experta en el país asiático (véase el siguiente subapartado, La acusación) ha postulado que dicho seudónimo pertenece en realidad a un desertor norcoreano.
En enero de 2018, el agente literario de Bandi en Corea del Sur, Do Hee-yun, declaró a la agencia internacional de noticias United Press International que había perdido el contacto con el escritor norcoreano, si bien no tenía indicios para sospechar que la vida de Bandi estuviera en peligro. Ese mismo año se publicó en Corea del Sur su antología de poesía política Los Años Rojos (en coreano: 붉은세월; en hanja: 붉은歲月), posteriormente traducida al inglés en 2019.

### La acusación
La obra más conocida de Bandi, La acusación (en coreano: 고발; en hanja: 告發), se publicó por primera vez en mayo de 2014 en Seúl, después de que el manuscrito original de 750 páginas saliese clandestinamente de Corea del Norte. Para enviar su obra a Corea del Sur, Bandi contó con la colaboración de una familiar cercana que planeaba desertar, a la que le pidió que se llevase consigo el manuscrito de La acusación. Tras prometerle al escritor que publicaría su manuscrito cuando lograse escapar de Corea del Norte, esta mujer intentó huir del país por la frontera con China, donde fue arrestada por las autoridades chinas. Gracias a la ayuda de Do Hee-yun (un activista por los derechos humanos surcoreano), la mujer evitó que el gobierno chino la deportase a Corea del Norte. Fue a través de ella que Do Hee-yun supo de la existencia de Bandi y del manuscrito de La acusación.
En 2013, a petición de Do Hee-yun, un amigo suyo de nacionalidad china consiguió sacar el manuscrito de Corea del Norte, utilizando como tapadera una visita a sus familiares norcoreanos. Concretamente, el manuscrito salió de Corea del Norte oculto entre varios libros de los primeros dictadores norcoreanos, Kim Il-sung y Kim Jong-il, junto con los poemas de Bandi sobre la presidencia de este último. Aunque el equipaje del colaborador de Do pasó por un escáner de rayos X en la frontera norcoreana con China, no fue registrado a mano, por lo que los textos de Bandi pudieron abandonar Corea del Norte sin ser detectados.
A fin de mantener en secreto la identidad de su autor, los editores surcoreanos de La acusación introdujeron datos biográficos falsos en la obra, además de cambiar los nombres de las personas y de los lugares. Bandi comparte la titularidad de los derechos de autor del libro con la ONG de Do Hee-yun, Happy Unification Road, que percibe el 50% de los ingresos derivados de las ventas del mismo.
En términos literarios, La acusación es una colección de siete relatos ambientados en la Corea del Norte de la década de 1990, en los que se retrata la opresión que el régimen comunista norcoreano ejerce sobre sus ciudadanos. Hui-un, líder de una ONG de desertores norcoreanos a fecha de 2017, comparó esta obra con la de Aleksandr Solzhenitsyn, quien al igual que Bandi sacó sus manuscritos de contrabando de un país comunista (en su caso, de la Unión Soviética). Por su parte, Heinz Insu Fenkl, que en 2017 ejercía como traductor de coreano y profesor de Inglés y Estudios Asiáticos en el campus de SUNY en New Paltz, comentó sobre el libro que «sus relatos me recordaron a la época soviética: mucha ficción satírica publicada por samizdat, las editoriales clandestinas de la URSS. El tono de esos relatos transmite una especie de pesimismo, es como una visión del mundo».
Con todo, la periodista y experta en Corea del Norte Barbara Demick cuestionó la autenticidad de la obra, aduciendo que le resultaba difícil «creer que esto [La acusación] haya sido escrito por alguien en Corea del Norte». En opinión de Demick, la autoría de los relatos de La acusación corresponde en realidad a un desertor norcoreano, dado que considera altamente improbable que un norcoreano pueda reconocer las contradicciones internas del régimen sin haber vivido mucho tiempo fuera de su patria. No obstante, Lydia Lim, estudiante de Literatura Coreana en la Universidad de Princeton a fecha de 2017, llegó a la conclusión de que dichos relatos eran obra de un escritor oficial del Estado que vivía en Corea del Norte, basándose en las peculiaridades del vocabulario de Bandi y en las descripciones de «lugares relativamente poco conocidos» que varios desertores norcoreanos mencionan en el libro.
Según Do Hee-yun, Bandi tuvo noticias de la publicación de La acusación en Occidente a través de la radio surcoreana, así como por medio de una fotografía del libro que Do le hizo llegar a Corea del Norte, en el teléfono móvil de un colaborador suyo que se la mostró a Bandi en persona. En una entrevista de 2017, Do Hee-yun afirmó que La acusación sería la primera obra literaria publicada en Occidente por un autor norcoreano que no ha huido de Corea del Norte.